# كارل شميت (سياسي)
كارل شميت (بالإنجليزية: Carl Schmidt) هو مُحرِّر وصحفي وسياسي أمريكي، ولد في 30 سبتمبر 1835، وتوفي في 1899. حزبياً، نشط في الحزب الديمقراطي. وقد انتخب عضو جمعية ولاية ويسكونسن وانتخب عضو مجلس ولاية ويسكونسن.